# Gastronomía de Bangladés

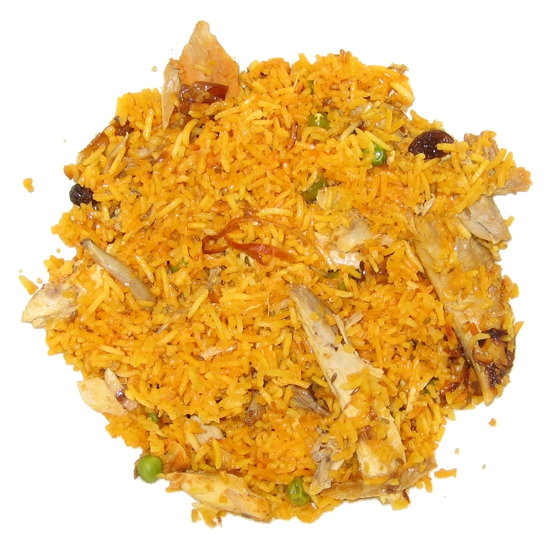
Arroz biryani, típico plato bengalí.

La gastronomía bengalí puede considerarse como originaria de Bangladés debido a sus conexiones con el mar y multitud de etnias posee muchas variaciones regionales. Se puede decir que los ingredientes básicos en la gastronomía son el arroz y el dhal. Debido a que un gran porcentaje de su superficie está sumergida (sobre un 80 % en algunas ocasiones), las condiciones para el cultivo y las prácticas ganaderas se ven sometidas a inclemencias climatologías, topográficas o geográficas. Por lo tanto, no es de sorprender que el pescado sea una de las fuentes más importantes de proteínas en la dieta bangladesí.

## Especialidades regionales
- alu bhayi o arroz biryani
- luchi
- shujir jalwa una especie de dulce.

### Platos reconocidos internacionalmente
- torkari
- biryani

Existen diferentes tipos de pan bangladesí, incluyendo el luchi, el chapati y la paratha.

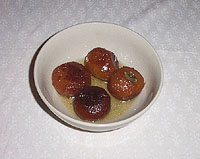
Gulab-yamun.

### Postres
- pitha
- Gulab-yamun
- khir-moján o rasagula
- phirni
- khir
- jálva
- lash